# تجاوز جنسی سربازان آمریکایی در زمان آزادی فرانسه
تجاوزهای جنسی سربازان آمریکایی در زمان آزادی فرانسه هم در حین آزاد سازی فرانسه و هم پس از پیشروی نیروهای مسلح ایالات متحده از طریق فرانسه علیه آلمان نازی در مراحل بعدی جنگ جهانی دوم رخ داده است.

## زمینه

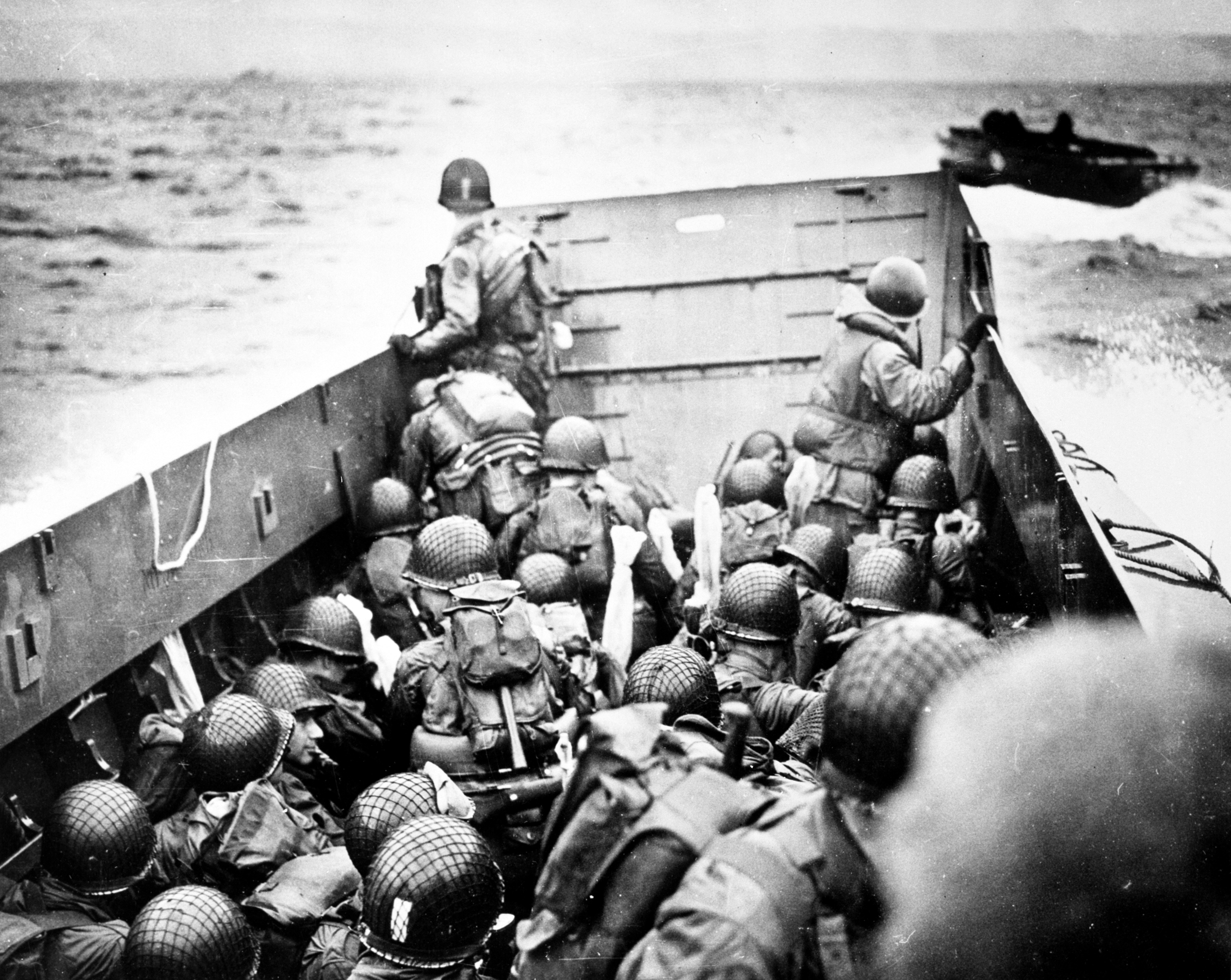
سربازان سوار بر شناور آمریکایی، رو به ساحل اوماها، نرماندی. ۶ ژوئن ۱۹۴۴.

سال ۱۹۴۴ حدود سه میلیون سرباز برای آزاد سازی نرمادی بسیج شدند که در مرحله اول در ماه ژوئن و در مرحله دوم در ماه اوت از سمت جنوب و راه ساحل وارد فرانسه شدند.
پس از جنگ، بازگشت و خروج نیروها زمان برد. حتی در سال ۱۹۴۶، هنوز حدود ۱٫۵ میلیون سرباز در اروپا وجود داشت. مسکن و مدیریت هزاران سربازی که منتظر سوار شدن برای بازگشت به خانه هستند، یک چالش است. علاوه بر این، به گفته فرماندهی آمریکایی، در پاییز ۱۹۴۴، نزدیک به ۱۰ ۰۰۰ سرباز آمریکایی (GI لقب سربازان آمریکایی در جنگ جهانی دوم) فراری در این قلمرو بودند.

## جمعیت و تجاوزها
در اواخر تابستان ۱۹۴۴، اندکی پس از تهاجم به نرماندی، زنان در نرماندی شروع به شکایت از تجاوز جنسی توسط سربازان آمریکایی کردند. اگرچه اینها گوشه بسیار کوچکی از اصل ماجرا هستند، با این وجود صدها مورد گزارش شده است. تجاوزها و جنایات در جاهایی اتفاق می‌افتد که GIها مستقر بودند، مانند نرماندی، ریمز، برست.
در سال ۱۹۴۵، پس از پایان جنگ در اروپا، لو هاور مملو از سربازان آمریکایی بود که منتظر بودند به کشورهای خود بازگردانده شوند. ساکنان به شهردار نامه می‌نویسند که برخی از زنان مورد حمله، تجاوز جنسی قرار گرفته‌اند» و این است که «رژیم ترور تحمیل شده توسط راهزنان یونیفرم پوش». یک کافه دار اهل لو هاور شهادت می‌دهد ما از دوستان انتظار داشتیم به خاطر شکست ما را شرمنده نسازند، در عوض فقط سوء تفاهم، بد رفتاری و گستاخی شیوه فاتحان بود.» چنین رفتاری در شربورگ نیز مشاهده می‌شود. یکی از اهالی می‌گوید که «در مواجه با آلمانی‌ها، مردان باید خود را پنهان می‌کردند، اما در مواجه با آمریکایی‌ها لازم بود زنان را پنهان کنیم».

## آمار
به گفته رابرت لیلی، مورخ آمریکایی، ۳ ۵۰۰ تجاوز توسط سربازان آمریکایی در فرانسه در فاصله زمانی بین ژوئن ۱۹۴۴ تا پایان جنگ رخ داده است. تعیین تعداد تجاوزها دشوار است زیرا بسیاری از قربانیان تجاوز هرگز حقایق را به پلیس گزارش نکردند.
سربازان آمریکایی ۲۰۸ مورد تجاوز جنسی و حدود ۳۰ قتل را در بخش منچ مرتکب شدند. تنها در طی ماه ژوئن ۱۹۴۴، در نرماندی، ۱۷۵ سرباز آمریکایی متهم به تجاوز جنسی شدند.

## محکومیت‌ها
به دلیل تعداد زیاد موارد ثبت شده تجاوز جنسی و تنزل چهره سربازان آمریکایی در فرانسه، فرماندهی آمریکایی بین۱۴ ژوئن ۱۹۴۴ و ۱۹ ژوئن ۱۹۴۵، برای ۶۸ مورد تجاوز جنسی معمولی شامل ۷۵ قربانی حکم صادر کرد. حداقل ۵۰ درصد سربازان متجاوز به عنف در زمان جنایت مست بودند.
از ۱۱۶ سربازی که به اتهام تجاوز جنسی در دادگاه نظامی فرانسه محاکمه می‌شوند، ۶۷ نفر به حبس ابد محکوم شده‌اند. در این گروه ۸۱ درصد سیاه‌پوست و ۱۹٪ سفیدپوست هستند.
در فرانسه، ۳۴ سرباز به دلیل جنایاتی که علیه شهروندان یا پناهندگان فرانسوی مرتکب شده بودند، اعدام شدند. از این تعداد ۲۱ نفر یعنی ۶۷٪ برای تجاوز جنسی، و از این تعداد، ۱۸ نفر یعنی ۸۶٪ سیاه‌پوست بودند، فقط ۳ نفر یعنی ۱۴٪ سفیدپوست بودند.
در مجموع، ۴۹ سرباز به اتهام تجاوز به عنف به اعدام محکوم شدند، اما بیش از نیمی از آنها مجازاتشان به حبس ابد تقلیل یافت. دادگاه‌های نظامی، سربازان آفریقایی-آمریکایی را به مجازات‌های سخت تری نسبت به سربازان سفیدپوست آمریکایی محکوم می‌کرد. در ۲۰ ژوئن ۱۹۴۴ در کانیسی دادگاه نظامی برخی از سربازان مجرم، مانند پرونده کلارنس ویتفیلد، به اعدام با حلق آویز کردن محکوم کرد. بدین ترتیب ارتش آمریکا ۲۹ سرباز از جمله ۲۵ آمریکایی آفریقایی‌تبار را به دلیل تجاوز اعدام کرد و مقامات نظامی آمریکا از قربانیان دعوت کردند تا در مراسم حلق آویز کردن مجرمان شرکت کنند.
ارتش ایالات متحده در حالی وارد فرانسه شد که در این ارتش جدایی نژادی حکم فرما بود. سیاه پوستان نمی‌توانستند موقعیت‌های رزمی را اشغال کنند. آن‌ها به خدمات و تهیه آذوقه در پایگاه‌های شربورگ، لو هاور و کان گمارده شده بودند؛ بنابراین آنها با مردم غیرنظامی تماس بیشتری دارند. اگر تعداد تجاوزهای سربازان آمریکایی را در انگلستان قبل از ورود و در فرانسه بعد از ورود را مقایسه کنیم، آمار نامتناسب است و مشکل خاصی را برجسته می‌کند. به دلیل جنگ و تحرک مداوم ارتش‌ها، نظارت بر نیروها در فرانسه کمتر از انگلستان مؤثر و نزدیک بود، جایی که علی‌رغم موانع، همچنان امکان برقراری روابط عاطفی پایدار برای آنها وجود داشت. در فرانسه، خشونت ناشی از تجربه جنگ، فراوانی دسترسی به مشروبات الکلی قوی و حمل سلاح‌های جنگی آسیب‌پذیری زنان فرانسوی در برابر تجاوز جنسی بیشتر می‌کند.
به گفته روزنامه‌نگار لورن جافرین، «دادگاه‌های نظامی آمریکا تمایل تاسف‌باری برای سرکوب به خصوص سربازان سیاه‌پوست داشته‌اند و زمانی که همان رفتار را به سربازان سفیدپوست نسبت می‌دهند، بسیار ساده‌تر با همان حقایق برخورد می‌کردند.» ارتش آمریکا در آن زمان یک نهاد نژادپرستانه بود که از سیاه پوستان به عنوان گوشت قربانی برای حفظ وجهه خود در فرانسه استفاده می‌کرد. فرانسوی‌ها که گاهی تا به حال سیاه‌پوست ندیده‌اند، واکنش نشان می‌دهند. «بدترین کلیشه‌های استعماری وحشی مافوق‌جنسیتی» و طی تابستان ۱۹۴۴، ۴۰٪ از اتهامات وارده بی اساس بوده است.
مقبره‌های دختران جوانی در نرماندی وجود دارد که روی آن نوشته شده است «توسط سیاه پوستان کشته شد» و حداقل یک قبر از شوهرِ زن تجاوز شده با سنگ نوشته «توسط سیاه پوستان کشته شد» متعلق به لویی گورین، در کیبو وجود دارد.

## تاریخ‌نگاری
برای مورخان رابرت لیلی و فرانسوا لو روی، این «یکی از فجیع‌ترین جنایات و اعمال خشونت‌آمیز نیروهای متفقین علیه مردم غیرنظامی است که وظیفه آزادسازی آنها را بر عهده داشتند.» با نگاه به تجاوزهای علیه مردم خودی (دوست نه دشمن)، بنابراین باید بگوییم که تجاوزهای شکل گرفته در یک زمینه اجتماعی که در آن «به‌طور موقت هنجارهای اجتماعی وجود ندارند» که جای خود را دارند. به خصوص در ارتش آمریکا که از سال ۱۹۱۷ به سربازان خود تصویری کلیشه‌ای و آمیخته به عشق شهوانی از فرانسه ارائه کرده است، در حالی که همیشه از دسترسی به یک نظام کنترل شده روسپیگری درون ارتش از ترس از انتشار اطلاعات آن در افکار عمومی آمریکا و آسیب به تصویر سربازان اجتناب می‌کند.
رابرت لیلی و فرانسوا لو روی معتقدند که این تجاوزها در سال ۲۰۰۲ همچنان ادامه دارد «واقعیت نادیده گرفته شده در ایالات متحده، جایی که جنگ جهانی دوم و مبارزان آن مقصود یک فرقه میهن پرستانه هستند.»

## برای مطالعهٔ بیشتر

### کتابشناسی
- J. Robert Lilly; François Le Roy (2002). "L'armée américaine et les viols en France, juin 1944-mai 1945". Vingtième Siècle : Revue d'histoire. Paris: Presses de Sciences Po (75): 109-121..
- J. Robert Lilly, La face cachée des GI's. Les viols commis par des soldats américains en France, en Angleterre et en Allemagne pendant la Seconde Guerre mondiale, Payot, 2008.
- Mary Louise Roberts, Des GI's et des femmes Amours viols et prostitution à la Libération, Seuil, 2014
- Virgili Fabrice, " Les viols commis par l’armée allemande en France (1940-1944)» , <i id="mwATE">Vingtième Siècle. </i><i id="mwATE">Revue d'histoire</i>, 2016/2 (N° ۱۳۰)

### پیوندهای به بیرون
- http://www.liberation.fr/grand-angle/2004/07/02/les-viols-une-lumiere-crue-sur-la-plus-glorieuse-generation_485164
- https://www.lemonde.fr/international/article/2013/07/18/mary-louise-roberts-le-sexe-a-ete-une-maniere-d-assure-la-domination-americaine_3449668_3210.html
- https://france3-regions.francetvinfo.fr/basse-normandie/2013/09/15/1944-viols-et-crimes-le-dossier-noirs-des-soldats-americains-en-normandie-318763.html
- http://www.lexpress.fr/culture/livre/gi-americains-un-tsunami-de-libido-a-deferle-sur-la-france-a-la-liberation_1261206.html

الگو:Palette